# Stabilitets- och tillväxtpakten
|  | Euroområdet och övriga områden som har euron som valuta |

|  | Medlemsstater inom Europeiska unionen med egna nationella valutor |

Stabilitets- och tillväxtpakten är en överenskommelse inom Europeiska unionen (EU) med syfte att garantera sunda offentliga finanser, och utgör tillsammans med euron stommen i Ekonomiska och monetära unionen. Pakten innebär att Europeiska unionens medlemsstater inte får ha ett budgetunderskott som överstiger 3 procent av BNP och en statsskuld som överstiger 60 procent av BNP. Alla EU:s medlemsstater omfattas av pakten, men den gäller striktare för de som ingår i euroområdet eller som deltar i Europeiska växelkursmekanismen (ERM II). För att kunna införa euron som valuta krävs att den anslutande medlemsstaten uppfyller paktens krav samt vissa ytterligare ekonomiska och rättsliga krav, de så kallade konvergenskriterierna.
Pakten består av två delar: förebyggande åtgärder och korrigerande åtgärder. De förebyggande åtgärderna innebär att varje medlemsstat varje år måste lägga fram ett stabilitets- eller konvergensprogram i samband med det multilaterala övervakningsförfarandet. För de medlemsstater som har euron som valuta, ska ett stabilitetsprogram utarbetas, medan för övriga medlemsstater, ska ett konvergensprogram utarbetas. De korrigerande åtgärderna består av förfarandet vid alltför stora underskott. Som en sista åtgärd, kan sanktioner vidtas mot medlemsstater som har euron som valuta och som inte korrigerar sitt alltför stora budgetunderskott. Europeiska kommissionen undersöker kontinuerligt om medlemsstaterna uppfyller paktens krav.

## Historia
Genom fördraget om Europeiska unionen, som trädde i kraft den 1 november 1993, blev en gemensam valuta inom Europeiska unionen formellt möjligt. Vid sitt sammanträde i Amsterdam 1997, antog Europeiska rådet en resolution om stabilitets- och tillväxtpakten. Detta skedde vid samma sammanträde som Amsterdamfördraget utarbetades. Pakten sågs som en förutsättning för att en gemensam valuta skulle kunna införas. Inte minst Frankrike och Tyskland var angelägna om att den gemensamma valutan skulle föregås av garantier om stabila finanser.
Den 1 januari 1999 blev den gemensamma valutan, euron, verklighet, åtminstone elektroniskt på valutamarknaden. Då deltog elva av de dåvarande femton medlemsstaterna i EU. 2001 anslöt sig även Grekland. Den 1 januari 2002 infördes euron även som mynt och sedlar, och ersatte de tidigare valutorna i tolv medlemsstater.

### Utveckling av pakten
Under 2000-talets början urvattnades pakten, genom att flera medlemsstater bröt mot paktens regelverk utan att några åtgärder vidtogs. Detta var extra tydligt avseende Frankrike och Tyskland, som från början hade varit de främsta förespråkarna för pakten.
Som en följd av finanskrisen 2008–2009 och den efterföljande skuldkrisen, hade förfarande om alltför stora underskott inletts mot hela euroområdet utom Luxemburg i slutet av 2010. För att återupprätta euroområdets finansiella stabilitet, vidtogs flera åtgärder av EU:s ledare under 2010 och 2011. En europeisk planeringstermin, med syfte att öka koordineringen mellan medlemsstaternas ekonomiska politik, inrättades för att förstärka stabilitets- och tillväxtpaktens förebyggande åtgärder. Det diskuterades även om att stärka de korrigerande åtgärderna, till exempel införande av möjligheten att frånta misskötande medlemsstater deras rösträtt i rådet. Under början av 2011 antogs en påbyggnad av stabilitets- och tillväxtpakten, euro plus-pakten, av euroområdet och ytterligare några medlemsstater i EU. Den 16 augusti 2011 föreslog Tysklands förbundskansler Angela Merkel och Frankrikes president Nicolas Sarkozy att alla medlemsstater med euron som valuta skulle skriva in kravet om maximalt 60 % av BNP som statsskuld i sina konstitutioner.
I juli 2016 tillämpades de nya striktare reglerna inom pakten för första gången. Europeiska unionens råd fastslog, på rekommendation av Europeiska kommissionen, att Portugal och Spanien inte hade vidtagit effektiva åtgärder för att komma till rätta med sina budgetunderskott.

### Coronaviruspandemin 2019–2021
Till följd av coronaviruspandemin 2019–2021 föreslog Europeiska kommissionen den 13 mars 2020 att den allmänna undantagsbestämmelsen i stabilitets- och tillväxtpakten skulle aktiveras, som möjliggör för medlemsstaterna att tillfälligt frångå paktens bestämmelser. Syftet var att tillåta medlemsstaterna att stödja, utan begränsningar, sina ekonomier i spåren av pandemin. Förslaget fick stöd av medlemsstaterna den 23 mars 2020.

### Vidareutveckling 2023
I april 2023 presenterade Europeiska kommissionen ett förslag till modifiering av stabilitets- och tillväxtpakten. Det nya förslaget syftar till att göra regelverket kring statsfinanser mer flexibelt. Förslaget var tvunget att godkännas av Europaparlamentet och Europeiska unionens råd innan det kunde träda i kraft. Lagförslaget antogs den 29 april 2024 och innebar i praktiken ett införlivande av bestämmelserna i avdelning III i fördraget om stabilitet, samordning och styrning.

## Krav och kriterier
Pakten innefattar två krav. Det första rör medlemsstaternas budgetunderskott, och föreskriver att underskotten inte får överstiga 3 procent av BNP under ett enskilt år. Om en medlemsstat överträder detta krav, kan kommissionen rekommendera rådet att vidta åtgärder. Misskötelse kan leda till ekonomiska sanktioner. Det andra kravet rör medlemsstaternas statsskulder. Dessa får enligt pakten inte överstiga 60 procent av BNP.
Europeiska kommissionen undersöker kontinuerligt om medlemsstaterna uppfyller paktens krav. Om kommissionen finner att en medlemsstat bryter mot pakten, kan den rekommendera Europeiska unionens råd att inleda ett förfarande om alltför stort budgetunderskott. Det innebär att medlemsstaten måste vidta åtgärder för att inom en viss tidsperiod uppfylla paktens regelverk. Medlemsstater som ingår i euroområdet kan bötfällas för brott mot regelverket. Kommissionen kan i undantagsfall acceptera överträdelser mot paktens krav om de är tillfälliga och medlemsstaten har vidtagit kraftfulla åtgärder för att återställa sin finansiella stabilitet.

## Förebyggande och korrigerande åtgärder
Stabilitets- och tillväxtpakten består av två delar: en förebyggande del och en korrigerande del. Den förebyggande delen består av ett multilateralt övervakningssystem fastställt i förordning 1466/97, medan den korrigerande delen består av ett förfarande vid alltför stora underskott, fastställt i förordning 1467/97.

### Stabilitets- och konvergensprogram
Den förebyggande delen av stabilitets- och tillväxtpakten består av stabilitets- och konvergensprogrammen. Dessa ska läggas fram en gång per år av varje medlemsstat och innehålla en plan för hur medlemsstaten möter sina egna ekonomiska utmaningar. De medlemsstater som har euron som valuta lägger fram stabilitetsprogram, medan övriga medlemsstater lägger fram konvergensprogram till kommissionen.
I och med finanskrisen 2008–2009 och den efterföljande skuldkrisen i Europa 2010–2011, beslutade Ekofinrådet den 7 september 2010 att åtstrama stabilitets- och tillväxtpakten. Bland de viktigaste förändringarna återfanns införandet av en ”europeisk planeringstermin”. Denna reform innebar en ökad samordning mellan medlemsstaternas ekonomiska politik från och med 2011. Den europeiska terminen består av en återkommande sexmånadsperiod när medlemsstaternas budget- och strukturpolitik ska granskas.
Europeiska rådet kartlägger i mars varje år de främst utmaningarna för unionen. Utifrån de riktlinjer som Europeiska rådet antar ska sedan medlemsstaterna presentera sina stabilitets- och konvergensprogram. Dessutom ska varje medlemsstat utarbeta ett nationellt reformprogram. Alla program ska presenteras i april varje år. I juli varje år ska Europeiska rådet och Europeiska unionens råd på grundval av de program som lagts fram i april ge finanspolitiska råd inför att medlemsstaterna fastställer sina nationella budgetar.

### Förfarandet vid alltför stora underskott
För följande medlemsstater har rådet beslutat att inleda förfarandet vid alltför stora underskott:
- Belgien (budgetunderskott korrigerat per den 20 juni 2014;[22] förfarande inlett återigen den 26 juli 2024)[23]
- Frankrike (budgetunderskottet korrigerat per den 22 juni 2018;[24] förfarande inlett återigen den 26 juli 2024)[25]
- Italien (budgetunderskottet korrigerat per den 21 juni 2013;[26] förfarande inlett återigen den 26 juli 2024)[27]
- Malta (budgetunderskottet korrigerat per den 19 juni 2015;[28] förfarande inlett återigen den 26 juli 2024)[29]
- Polen (budgetunderskottet korrigerat per den 19 juni 2015;[30] förfarande inlett återigen den 26 juli 2024)[31]
- Rumänien (budgetunderskottet korrigerat per den 21 juni 2013; förfarande inlett återigen den 3 april 2020)[32][33]
- Slovakien (budgetunderskott korrigerat per den 20 juni 2014;[34] förfarande inlett återigen den 26 juli 2024)[35]
- Ungern (budgetunderskottet korrigerat per den 21 juni 2013;[36] förfarande inlett återigen den 26 juli 2024)[37]

Följande medlemsstater uppfyller paktens regelverk om budgetunderskott:
- Bulgarien (budgetunderskott korrigerat per den 22 juni 2012)[38]
- Cypern (budgetunderskottet korrigerat per den 17 juni 2016)[39]
- Danmark (budgetunderskott korrigerat per den 20 juni 2014)[40]
- Estland
- Finland (budgetunderskottet korrigerat per den 12 juli 2011)[41]
- Grekland (budgetunderskottet korrigerat per den 25 september 2017)[42] [stod under förstärkt övervakning mellan den 21 augusti 2018 och 21 februari 2019][43]
- Irland (budgetunderskottet korrigerat per den 17 juni 2016)[44]
- Kroatien (budgetunderskottet korrigerat per den 16 juni 2017)[45]
- Lettland (budgetunderskottet korrigerat per den 21 juni 2013)[46]
- Litauen (budgetunderskottet korrigerat per den 21 juni 2013)[47]
- Luxemburg
- Nederländerna (budgetunderskott korrigerat per den 20 juni 2014)[48]
- Portugal (budgetunderskottet korrigerat per den 16 juni 2017)[49]
- Slovenien (budgetunderskottet korrigerat per den 17 juni 2016)[50]
- Spanien (budgetunderskottet korrigerat per den 14 juni 2019)[51]
- Sverige
- Tjeckien (budgetunderskott korrigerat per den 20 juni 2014)[52]
- Tyskland (budgetunderskott korrigerat per den 22 juni 2012)[53]
- Österrike (budgetunderskott korrigerat per den 20 juni 2014)[54]

### Sex- och tvåpacken
För att stärka stabilitets- och tillväxtpakten har Europaparlamentet och Europeiska unionens råd, på förslag av Europeiska kommissionen, antagit det så kallade sexpacket. Genom sexpacket inrättades europeiska planeringsterminen formellt. Parlamentet och rådet har även antagit det så kallade tvåpacket för att stärka det finanspolitiska samarbetet inom euroområdet.